# Terraform
Terraform – oprogramowanie umożliwiające zarządzanie infrastrukturą komputerową na modelu infrastruktura jako kod (ang. Infrastructure as code), stworzone przez Mitchella Hashimoto i rozwijana przez jego firmę HashiCorp. Używane do definiowania zasobów zarówno w chmurze, jak i on-premise w czytelnych dla człowieka plikach konfiguracyjnych, które można wersjonować, używać ponownie i udostępniać. 
Według badania przeprowadzonego przez serwis Stack Overflow w 2022 roku, Terraform było jednym z najczęściej używanych narzędzi związanych z programowaniem komputerów.
Projekt od początku był dostępny na licencji MPL 2.0. 10 sierpnia 2023, HashiCorp poinformowało o zmianie licencji na BSL, która zakazuje komercyjnego używania wersji community projektu przez podmioty oferujące "konkurencyjne usługi".
Po przejściu projektu na licencję BSL, został utworzony fork projektu Terraform o nazwie OpenTofu.

## Funkcjonalność
Terraform zapewnia integrację z popularnymi technologiami od dostawców m.in. Cisco, Cloudflare, GitHub, GitLab, MongoDB, a także publicznymi platformami chmurowymi, takimi jak Amazon Web Services, Microsoft Azure, Google Cloud Platform, Oracle Cloud czy VMware Cloud.
Konfiguracja aplikacji zapisywana jest w plikach tekstowych w dedykowanym formacie HashiCorp Configuration Language oraz w dokumentach typu JSON.
Oprogramowanie posiada dedykowany rejestr modułów, który zapewnia gotowe konfiguracje zarządzania infrastrukturą komputerową.